# ناحیه آشور، میشیگان
ناحیه آشور (به انگلیسی: Assyria Township) یک منطقهٔ مسکونی در ایالات متحده آمریکا است که در شهرستان بری، میشیگان واقع شده‌است.
 ناحیه آشور ۹۴٫۱ کیلومتر مربع مساحت و ۱٬۹۸۶ نفر جمعیت دارد و ۲۸۳ متر بالاتر از سطح دریا واقع شده‌است.